# Ján Bakoš (semitista)
Ján Bakoš (Modra, 2 marzo 1890 – Kolín, 24 gennaio 1967) è stato un arabista, traduttore e semitista slovacco.
Fu pioniere dell'orientalistica e della semitistica slovacca moderna e crebbe la prima generazione di arabisti slovacchi.

## Biografia
Era figlio del fabbro Rudolf Bakoš e di sua moglie Mária Kadlečíkova.
Studiò teologia e semitistica a Gottinga, quindi filosofia dei popoli semitici a Berlino, a Parigi e a Roma. Dal 1921 al 1946 fu professore di scienze veterotestamentarie alla facoltà di teologia evangelica dell'Università Comenio di Bratislava, di cui fu decano dal 1944 al 1945. Dal 1934 al 1959 fu anche professore di lingue e culture semitiche alla facoltà di filosofia della stessa università e anche di questa facoltà divenne decano dal 1945 al 1946. A partire dal 1953 fu membro dell'Accademia slovacca delle scienze e a partire dal 1965 dell'Accademia cecoslovacca delle scienze. Nel 1960 fondò il Gabinetto di orientalistica dell'Accademia slovacca delle scienze.
Commentò e pubblicò le opere di antichi filosofi siri, arabi ed ebrei. Tradusse dall'arabo al francese l'opera di Avicenna.

## Opere
- (FR)  Le candélabre des sanctuaires de Grégoire Aboulfaradj dit Barhebraeus I.-II., Paris 1930, 1933
- (FR)  La psychologie d'Ibn Sina (Avicenne) d'après son oeuvre As-Sifa, Prague 1956

## Riconoscimenti
- 1948 Premio nazionale slovacco per le scienze
- 1962 Medaglia d'argento dell'Accademia cecoslovacca delle scienze al merito delle scienze e dell'umanesimo
- 1962 Medaglia d'oro dell'Università Comenio di Bratislava